# Les Présages
Les Présages est un ballet créé le 13 avril 1933 au Théâtre de Monte-Carlo par les Ballets russes de Monte-Carlo, sur la Symphonie n° 5 de Tchaïkovski, une chorégraphie de Léonide Massine et des décors et costumes d'André Masson.

## Distribution originale
Premier mouvement
- Action : Nina Verchinina
- Tentation : Nathalie Branitska, Nina Tarakanova, Roland Guérard

Second mouvement
- Passion : Irina Baranova, David Lichine

Troisième mouvement
- Frivolité : Tatiana Riabouchinska
- Variation : Mesdemoiselles Berry, Branitska, Delarova, Kobseva, Larina, Bronislava Nijinska, Obidenna, Chabelska

Quatrième mouvement
- Le Héros : David Lichine
- Destin : Leon Woizikowski
- Passion, Frivolité, Action : tous ensemble

## Livret
Premier mouvement
Second mouvement
Troisième mouvement
Quatrième mouvement

## Réception critique
Le ballet a obtenu de grands succès à Monte-Carlo, Paris ou Londres. Bien reçu par la presse, il fut défendu avec enthousiasme par le critique Ernest Newman mais critiqué par le compositeur Constant Lambert dans le Sunday Referee et Richard Capell dans le Daily Telegraph.

## Reprises
- Reprise de Massine pour le Teatro Municipal de Rio de Janeiro en 1956.
- Reprise par le ballet de l'Opéra de Paris en 1989.